# Dryolimnas cuvieri
Il rallo di Cuvier (Dryolimnas cuvieri Pucheran, 1845) è un uccello della famiglia dei Rallidi originario del Madagascar e dell'isola di Aldabra.

## Tassonomia
Attualmente vengono riconosciute tre sottospecie di rallo di Cuvier, una delle quali scomparsa recentemente:
- D. c. cuvieri (Pucheran, 1845) (Madagascar e Mauritius);
- D. c. aldabranus (Günther, 1879) (Aldabra);
- D. c. abbotti † (Ridgway, 1894) (Assumption).

## Descrizione
Il rallo di Cuvier misura 30–33 cm di lunghezza. I maschi pesano 145-218 g e le femmine 138-223 g.
È interamente di colore marrone castano, a eccezione di una sorta di piccolo «bavaglio» bianco, simile a quello presente nel ben più piccolo merlo acquaiolo. Ha una corporatura abbastanza esile, con zampe lunghe e dita sottili. Il collo è lungo e il becco è diritto e di colore scuro. Nelle femmine, la base di quest'ultimo è rosa, mentre nei maschi è di colore rosso scuro.
Una delle due sottospecie esistenti, D. c. aldabranus, è incapace di volare e tiene spesso le ali atrofizzate adese al corpo; è l'ultimo uccello con questa caratteristica presente sulle isole dell'oceano Indiano occidentale.

## Distribuzione e habitat
Attualmente il rallo di Cuvier è presente solamente nel Madagascar e ad Aldabra, un'isola delle Seychelles. Secondo BirdLife International, il suo areale si estende su un'area di 591.000 km² e la sua popolazione si aggira sui 5100-7500 esemplari.  La sottospecie D. c. abbotti, presente su un'altra isola delle Seychelles, Assumption, si estinse agli inizi del XX secolo. La specie è scomparsa anche da Mauritius, ma è stata reintrodotta con successo su Picard, un'isola priva di gatti domestici nei pressi dell'atollo di Aldabra.
Abita diverse varietà di habitat, come le formazioni di mangrovie, le fitte boscaglie di Pemphis acidula, le zone cespugliose aperte e le spiagge di ciottoli e sabbia.

## Biologia
Il rallo di Cuvier non ha abitudini migratorie. Nidifica durante la stagione delle piogge in Madagascar o a dicembre su Aldabra; durante questo periodo vive in coppie, ma per tutto il resto dell'anno ha abitudini solitarie e territoriali.
La dieta consiste di piccoli molluschi (ad esempio gasteropodi dei generi Melanoides e Littorina), piccoli granchi fantasma (come Ocypode cordimanus), insetti (come Ditteri, Coleotteri, termiti, uova e larve di formiche) e uova e piccoli di tartaruga verde (Chelonia mydas). Su Aldabra, si incontra spesso in compagnia dei branchi di tartarughe terrestri: infatti, si nutre degli insetti presenti sugli escrementi di questi rettili, sui loro carapaci e sulle carcasse in decomposizione.
Il nido è costituito da una semplice struttura di rametti e foglie posta in una depressione tra le rocce, o da una costruzione a ciotola più elaborata posta sul terreno, tra la fitta vegetazione.